# Сурган (емір)
Сурган — чобанідський правитель у північній Персії.

## Життєпис
Син еміра Чобана і Саті-бега. Народився 1310 року. 1327 року, після загибелі батька, разом з матір'ю повернувся до двору свого стрийка Абу-Саїда Багадур-хана. 1336 року підтримав заколот Алі Падшах (стрийка Абу-САїда Багадура), намісника Багдада, проти ільхана Арпа Ке'уна, відзначився в битві біля Мараги. За це отримав посаду наїба (намісника) обох Іраків. 1337 року спільно з Алі Падшахом виступив проти повсталого Хасан Бузурга, але вони зазнали поразки у битві при річці Кара-Даррі. З'єднався з небожем Хасан Кучаком, спільно з яким 1338 року переміг Хасан Бузурга.
1343 року, після смерті Хасан Кучака, поділив владу з братом Ягі Басті і Мелік Ашрафом. В подальшому брав участь у боротьбі за владу над рештками держави Ільханів на півночі та заході. 1345 року Сурган зазнав поразки й втік до Анатолії, подальша доля не відома.